# Pentanema caspicum
Pentanema caspicum là một loài thực vật có hoa trong họ Cúc. Loài này được Blume mô tả khoa học đầu tiên năm 1822.